# Super Bowl XIX
A Super Bowl XIX az 1984-es NFL-szezon döntője volt. A mérkőzést a Stanford Stadionban játszották 1985. január 20-án. A mérkőzést a San Francisco 49ers nyerte.

## A döntő résztvevői
A Miami Dolphins 14–2-es teljesítménnyel zárt az NFC konferenciában, így első kiemeltként jutott a rájátszásba. Kiemeltként csak a konferencia-elődöntőben játszott először. Itt hazai pályán a Seattle Seahawks ellen, majd a konferencia-döntőben újra otthon a Pittsburgh Steelers ellen győztek. A Dolphins ötödik alkalommal játszhatott a Super Bowlért. 1973-ban és 1974-ben megnyerte, 1972-ben és 1983-ban elvesztette.
A San Francisco 49ers az alapszakaszból 15–1-es mutatóval került a rájátszásba az AFC első kiemeltjeként. Kiemeltként csak a konferencia-elődöntőben játszott először. A konferencia-elődöntőben otthon a New York Giants ellen, majd a konferencia-döntőben is hazai pályán a Chicago Bears ellen győzött 23–0-ra. A 49ers korábban 1982-ben nyert Super Bowlt.

## A mérkőzés
A mérkőzést 38–16-ra a San Francisco 49ers nyerte, amely története második Super Bowl-győzelmét aratta. A legértékesebb játékos díját a 49ers irányítója, Joe Montana kapta.
| N | Idő                  | Drive                | Drive                | Drive                | Csapat               | Play leírása                                                                         | Pont                 | Pont                 |                      |
| N | Idő                  | Play                 | Yard                 | Időtartam            | Csapat               | Play leírása                                                                         | Dolphins             | 49ers                |                      |
| - | -------------------- | -------------------- | -------------------- | -------------------- | -------------------- | ------------------------------------------------------------------------------------ | -------------------- | -------------------- | -------------------- |
| 1 | 7:24                 | 6                    | 45                   | 3:50                 | Dolphins             | Mezőnygól. Uwe von Schamann 37 yardról.                                              | 3                    | 0                    |                      |
| 1 | 3:12                 | 8                    | 78                   | 4:12                 | 49ers                | Touchdown. Carl Monroe 33 yardos átadás Joe Montanától. Ray Wersching jutalomrúgás.  | 3                    | 7                    |                      |
| 1 | 0:45                 | 6                    | 70                   | 2:27                 | Dolphins             | Touchdown. Dan Johnson 2 yardos átadás Dan Marinótól. Uwe von Schamann jutalomrúgás. | 10                   | 7                    |                      |
|   |                      |                      |                      |                      |                      |                                                                                      |                      |                      |                      |
| 2 | 11:34                | 4                    | 47                   | 1:25                 | 49ers                | Touchdown. Roger Craig 8 yardos átadás Joe Montanától. Ray Wersching jutalomrúgás.   | 10                   | 14                   |                      |
| 2 | 6:58                 | 6                    | 55                   | 2:43                 | 49ers                | Touchdown. Joe Montana 6 yardos futás. Ray Wersching jutalomrúgás.                   | 10                   | 21                   |                      |
| 2 | 2:05                 | 9                    | 52                   | 3:39                 | 49ers                | Touchdown. Roger Craig 2 yardos futás. Ray Wersching jutalomrúgás.                   | 10                   | 28                   |                      |
| 2 | 0:12                 | 11                   | 72                   | 1:53                 | Dolphins             | Mezőnygól. Uwe von Schamann 31 yardról.                                              | 13                   | 28                   |                      |
| 2 | 0:00                 | 1                    | 31                   | 0:04                 | Dolphins             | Mezőnygól. Uwe von Schamann 30 yardról.                                              | 16                   | 28                   |                      |
|   |                      |                      |                      |                      |                      |                                                                                      |                      |                      |                      |
| 3 | 10:12                | 9                    | 43                   | 3:28                 | 49ers                | Mezőnygól. Ray Wersching 27 yardról.                                                 | 16                   | 31                   |                      |
| 3 | 6:18                 | 5                    | 70                   | 2:20                 | 49ers                | Touchdown. Roger Craig 16 yardos átadás Joe Montanától. Ray Wersching jutalomrúgás.  | 16                   | 38                   |                      |
|   |                      |                      |                      |                      |                      |                                                                                      |                      |                      |                      |
| 4 | nem volt pontszerzés | nem volt pontszerzés | nem volt pontszerzés | nem volt pontszerzés | nem volt pontszerzés | nem volt pontszerzés                                                                 | nem volt pontszerzés | nem volt pontszerzés | nem volt pontszerzés |